# Polystachya rupicola
Polystachya rupicola är en orkidéart som beskrevs av Alexander Curt Brade. Polystachya rupicola ingår i släktet Polystachya och familjen orkidéer. Inga underarter finns listade i Catalogue of Life.